# 산타시
산타시(Santasi)는 쿠마시 교외에 위치해 있는 도시이다.